# Eriphioidea
Eriphioidea is een superfamilie van krabben en omvat de volgende families:

## Families
- Dairoididae (Števčić, 2005)
- Eriphiidae (MacLeay, 1838)
- Hypothalassiidae (Karasawa & Schweitzer, 2006)
- Menippidae (Ortmann, 1893)
- Oziidae (Dana, 1851)
- Platyxanthidae (Guinot, 1977)